# Isidre Molas i Font
Isidre Molas i Font (Barcelona, 9 de març del 1899 - 21 de març del 1969) va ser compositor i director de corals i d'orquestra.

## Biografia
Estudià música amb Lluís Millet i Pagès, Jaume Pahissa i Enric Morera, i amplià la seva formació a París amb Paul Dukas. Des de molt jove participà en la vida musical barcelonina. El 1919 dirigí l'Orfeó de Santa Coloma de Gramenet, fundà el 1919 l'Associació Catalana d'Artistes i en dirigí l'orquestra simfònica (1920). També portà la direcció de la Schola Cantorum de Gràcia (1922-1932) i l'Agrupació Cultural de Música Antiga (1930-1932?). Presidí el Sindicat Musical de Catalunya (1935) i en morir el 1969 era vicepresident del Montepío de Maestros Concertadores (n'havia estat secretari el 1955). El 1936 era a Mancor de la Vall tocant a l'Hotel Formentor, i passà la guerra civil tocant a diverses sales de festes mallorquines; sembla que s'estigué a les Balears fins al 1947. Va fer una important tasca pedagògica com a professor de música.
Dirigí orquestres a diversos països estrangers. Com a compositor produí obres simfòniques, corals, música per a l'escena, sardanes, peces per a piano i cançons. Ocasionalment signà amb l'acrònim ISMO, i posà aquest nom a l'editorial amb què publicà (1951-1967?) partitures d'obres seves i d'altres autors. En les seves darreries escriví una sèrie de biografies de compositors sardanistes amb destinació al llibre La sardana, que es publicà el 1970.
Tingué dos fills, els futurs professors universitaris, polítics i historiadors Joaquim (1930-2015) i Isidre Molas i Batllori (1940).

## Obres
- Berceuse (1921), per a violoncel i piano
- Blanca canción de almendro, canción-fox
- Brunswick's one-step (1927), en col·laboració amb Salvador Fuxart
- Carnet de les bruixes, per a orquestra simfònica
- Cielo argentino, pericón, amb lletra d'Isidre Grau
- Cumbanchando y cantando, guaracha-conga (1962), lletra i música d'Ismo
- Cumbia barranquillana (1966), lletra i música d'Ismo i Borà
- Desfile de diosas (1956), a la pel·lícula de Ricard Gascon Pleito de sangre
- Don Pincho y don Pancho, cumbia (1966), lletra i música d'Ismo
- El dragón de oro (1952), música per a l'espectacle del mag Li Chang
- En Lluquet, l'escolanet (1923), en 2 actes, amb lletra de Pere Mallaví
- La época alegre, música per a l'escena
- Érase una vez (1938), conte líric en tres actes amb lletra de Gabriel Fuster i Forteza[7]
- Ficha azul (1937), fantasia escènica amb lletra de Gabriel Fuster[2]
- Gavota (1921), per a violoncel i piano
- Goigs del Sant Crist de Manacor (1938), amb lletra de Gabriel Fuster
- Hasta el gato!..., twist-madison (1963), lletra i música d<'Ismo i Borà
- Intermedio chino, tango (1962)
- Llegenda en do menor, per a orquestra simfònica
- Minuet (1921), per a violoncel i piano
- Mujeres o diosas, música per a l'escena
- Noche verbenera, schottish
- Nuit de Printemps, valse (1927)
- Oriental (1928), cançó
- Oxford, one-step (1928)
- Perfumes de amor, pericón-canción (1929), lletra de M.Zaragoza
- Ritmo sobre el asfalto, fox-swing
- La rondalla dins del bosc, quadre en un acte (1923), lletra d'Emili M. Vergés
- Rosa de Sevilla, pasodoble (1928)
- Scherzo simfònic (1922), per a orquestra
- Sevilla en Semana Santa, enregistrat en disc "de pedra" (Barcelona: Gramófono Odeón, 1930?. Ref GY-393 La voz de su amo)
- Si n'eren tres ninetes, cançó tradicional catalana per a cor a veus mixtes = Al río, tres mocitas... (1964), traducció i adaptació castellana
- Sis petites cançons (1921), per a piano
- Sonata en re menor (1920) per a violí i piano
- Tarda i matí (1929), suite per a dues veus blanques i piano, textos de Manuel Valldeperes i N. Molins i Fábrega
- Els traginers, per a 4 veus mixtes, amb lletra d'Antoni Bori i Fontestà
- Trio per a corda
- Una linda casita, fox (1963), lletra de M.Bover (pertany a la revista El sueño de una noche en China)
- Unos guantes y un bastón, fox-swing
- Voldria tenir-vos ara... (1932), cançó

- Transcripció i arranjament per a cor mixt de tres villancicos de Juan del Encina (segle xvi): Hoy comamos y bebamos, Vuestros amores he, Cucú-cucú

### Sardanes
- A l'enamorada (1918)
- Cançó d'abril i maig, per a cor masculí, lletra d'Antoni Vives i Batlle
- Dalt la muntanya (1917)
- Empúries (1949)
- Les herbes de Sant Ponç (1962)
- La joia de l'Empordà (1927)
- Mar nostra (1964), sardana coral amb lletra de Salvador Perarnau i Canal
- Nap Buf[8]
- Els pins de Vallvidrera, darrera sardana
- Riem i dansem (1917)
- Rosa oberta (1966), lletra de Frederic Corominas i Planellas, premi Enric Morera (Banyoles 1966)
- La sardana dels blats, per a cor, amb lletra de Carme Sanromà
- La vall de Sant Daniel (1968), segon premi del IV concurs La Sardana de Girona
- Les velles pedres de Girona (1967), menció honorífica en el III concurs La Sardana de Girona
- Ventet de garbí